# میدان نفتی بند کرخه
میدان نفتی بند کرخه از میدان‌ها نفتی ایران است، که در استان خوزستان و در فاصله ۲۰ کیلومتری از شمال غربی اهواز قرار دارد. میدان بند کرخه در سال ۲۰۰۷ توسط شرکت ملی نفت ایران کشف شد. طول این میدان ۵۰ کیلومتر و عرض آن ۵ کیلومتر است. میزان نفت درجای این میدان بالغ بر ۴٫۵ میلیارد بشکه نفت خام می‌باشد. سازندهای سروک و ایلام، از میدان بند کرخه، مخازن نفتی آن می‌باشند.
میدان نفتی بندکرخه از میدان‌ها تحت مدیریت شرکت نفت و گاز اروندان است، که عملیات توسعه آن، برعهده شرکت مهندسی و توسعه نفت ایران می‌باشد. ظرفیت تولید این میدان هم‌اکنون به‌طور متوسط معادل ۷٫۵۰۰ بشکه نفت خام در روز است.

## تاریخچه
سابقه عملیات اکتشاف، در میدان نفتی بند کرخه، به سال‌های دهه ۱۹۶۰ میلادی بازمی‌گردد، که با انجام عملیات لرزه نگاری دوبعدی، نقشه ساختمانی میدان مشخص و سپس حفاری چاه بی.کا.اچ. ۱ با هدف شناسایی توان هیدروکربوری در سازند آسماری میدان اجرا شد. چاه مورد نظر در آن زمان فاقد هیدروکربور، ارزیابی و عملیات اکتشاف متوقف شد. در سال ۱۳۸۶ به منظور تحقیق در کوهانک شمالی ساختمان اصلی میدان نفتی بند کرخه، چاه بی.کا.اچ. ۴ با هدف توصیف مخزن ایلام، حفاری شد و امکان تولید حداقل یک هزار بشکه نفت خام در روز از سازند ایلام به اثبات رسید. همچنین سازند سروک، میدان نفتی بندکرخه نیز دارای ۲٫۵ میلیارد بشکه نفت درجا می‌باشد.